# 캐리커둥근귀박쥐
캐리커둥근귀박쥐(Lophostoma carrikeri)는 주걱박쥐과(신세계잎코박쥐류)에 속하는 남아메리카 박쥐의 일종이다. 볼리비아와 브라질, 콜롬비아, 가이아나, 페루, 수리남 그리고 베네수엘라에서 발견된다. 통용명과 학명은 캐리커둥근귀박쥐를 발견하고 명명한 루이지애나주 라피엣의 로버트 캐리커(Robert Carriker) 박사의 이름에서 유래했다.